# أمراض التهابية ناتجة عن اضطراب المناعة
الأمراض الالتهابية الناتجة عن اضطراب المناعة (IMID) هي مجموعة من الحالات أو الأمراض التي تفتقر إلى مسببات محددة، ولكن يمكن وصفها عبر سبل التهابية تؤدي إلى التهاب، وقد تكون ناجمة أو ناشئة عن سوء انتظام الاستجابة المناعية العادية. قد تتسبب جميع الأمراض الالتهابية الناتجة عن اضطراب المناعة في تدمير العضو المصاب، وتكون مصحوبة بزيادة المرض، والوفاة.
تعد الالتهابات مجالاً مهمًا وإطارًا متناميًا للبحوث الطبية الحيوية والرعاية الصحية وذلك لأن الالتهاب يكون وسيطًا ومحركًا رئيسًا للعديد من الاضطرابات الطبية وأمراض المناعة الذاتية، بما في ذلك التهاب الفقار المقسط والصداف والتهاب المفاصل الصدافي ومرض بهجت والتهاب المفاصل وداء الأمعاء الالتهابي (IBD) والالتهاب المعوي القولوني الذاتوي والحساسية إضافة إلى العديد من أمراض الجهاز الدوري والموصل العصبي العضلي والأمراض المعدية. وتقول بعض الأبحاث الحالية أن الشيخوخة تأتي نتيجة لذلك، كجزء من عملية الالتهابات.

## التوصيف
تتسم الأمراض الالتهابية الناتجة عن اضطراب المناعة بعدم انتظام المناعة، وأحد المظاهر المضمنة لعدم انتظام المناعة هو التنشيط الضار للسيتوكينات الالتهابية، مثل إنْتَرلوكين 12، أو إنْتَرلوكين 6، أو عامل نخر الورم ألفا، الذي تؤدي تفاعلاته إلى عواقب مرضية.

## قائمة المصادر
- Shurin, Michael R. and Yuri S. Smolkin (editors). Immune Mediated Diseases: From Theory to Therapy (Advances in Experimental Medicine and Biology). Springer, 2007.